# Brianne Howey

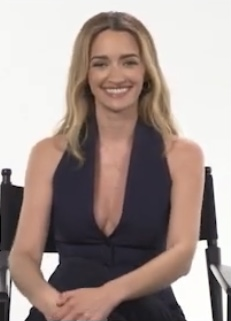
Brianne Howey in un'intervista su Ginny & Georgia (2022)

Brianne Nicole Howey (Los Angeles, 24 maggio 1989) è un'attrice statunitense.

## Filmografia

### Attrice

#### Cinema
- ETXR, regia di Trevor Sands (2014)
- Come ammazzare il capo 2 (Horrible Bosses 2), regia di Sean Anders (2014)
- XOXO, regia di Christopher Louie (2016)
- Super Novas, regia di Anthony Meindl (2016)
- Viral, regia di Henry Joost e Ariel Schulman (2016)
- Time Trap, regia di Mark Dennis e Ben Foster (2017)
- Little Bitches, regia di Nick Kreiss (2018)
- Plus One, regia di Jeff Chan e Andrew Rhymer (2019)
- Dear Santa, regia di Bobby Farrelly (2024)
- Kinda Pregnant, regia di Tyler Spindel (2025)

#### Televisione
- 90210 – serie TV, episodio 3x04 (2010)
- NCIS - Unità anticrimine – serie TV, episodio 9x02 (2011)
- The Middle – serie TV, episodi 3x11-3x22 (2011-2012)
- Revenge – serie TV, 3 episodi (2012)
- Baby Daddy – serie TV, episodio 2x01 (2013)
- Criminal Minds – serie TV, episodi 9x01-9x02 (2013)
- Twisted Tales - serie TV, episodio 1x05 (2013)
- Red Scare – serie TV, 8 episodi (2013)
- Twisted – serie TV, 4 episodi (2014)
- Hart of Dixie – serie TV, episodio 3x19 (2014)
- Playing House - serie TV, episodio 1x06 (2014)
- Scream Queens – serie TV, episodi 1x01-1x12 (2015)
- Hawaii Five-0 – serie TV, episodio 6x06 (2015)
- I Live with Models – serie TV, 11 episodi (2015-2017)
- The Odd Couple - serie TV, episodio 2x03 (2016)
- The Exorcist – serie TV, 10 episodi (2016)
- I'm Dying Up Here - Chi è di scena? – serie TV, 3 episodi (2017)
- The Passage – serie TV, 10 episodi (2019)
- Dollface  - serie TV, 6 episodi (2019)
- Batwoman  - serie TV, 4 episodi (2019)
- Ginny & Georgia – serie TV, 20 episodi (2021-in corso)

#### Cortometraggi
- Suckerpunch, regia di Jeff Chan (2008)
- Appropriate Sex, regia di Shandor Garrison (2009)
- Party Favors, regia di Katie Silberman (2010)
- The Great Belle and Bill Slater, regia di Seth Hagenstein (2010)
- Baby Ruth, regia di Jeremy Reitz (2011)
- Backseat Driver, regia di Anthony Hays (2013)
- On Dangerous Heels, regia di Seth Hagenstein (2014)
- Fruit Detective, regia di Ellpetha Tsivicos (2015)
- The Lonely Whale, regia di Sophie Tabet (2016)
- Show Business, regia di Clark Duke (2017)

## Doppiatrici italiane
Nelle versioni in italiano delle opere in cui ha recitato, Brianne Howey è stata doppiata da:
- Eleonora Reti in Ginny & Georgia[1], Kinda Pregnant
- Maria Letizia Scifoni in Criminal Minds[2]
- Joy Saltarelli in Twisted[3]
- Claudia Pittelli in Scream Queens[4]
- Monica Vulcano in Hart of Dixie
- Chiara Oliviero in The Exorcist[5]
- Beatrice Caggiula in I'm Dying Up Here - Chi è di scena?[6]
- Annalisa Platania in Dollface[7]